# Keystone (Colorado)
Keystone è un centro abitato (census-designated place) degli Stati Uniti d'America, situato nella contea di Summit dello stato del Colorado. Nel censimento del 2000 la popolazione era di 825 abitanti.

## Geografia fisica
Secondo i rilevamenti dell'United States Census Bureau, Keystone si estende su una superficie di 105,2 km².